# Kovács Péter (labdarúgó, 1978)
Kovács Péter (Salgótarján, 1978. február 7. –) magyar válogatott labdarúgó.

## Pályafutása

### Klubszinten
Korábban játszott Magyarországon az Újpest FC-ben és a Vác FC-ben, Finnországban az FC Lahtiban és az FC Hakaban, Norvégiában a Tromsø IL-ben, a Viking FK-ban, a Strømsgodsetben, és az Odd Grenlandban, Belgiumban pedig a Lierse SK-ban.
Jelenleg az Arendalban játszik a norvég bajnokságban, az Eliteserien-ben.
2009-re annyira jó formába lendült, hogy több csapat is felfigyelt rá, azonban csapata az Odd Grenland BK nem fogadta el a norvég rekordbajnok, a Rosenborg 300 ezer norvég koronás  ajánlatát.
A 2000–2001-es UEFA-bajnokok ligája selejtezőjének 3. fordulójában az FC Haka játékosaként szerepelt a Liverpool FC ellen, mindkét mérkőzést végigjátszotta. A párharc visszavágóján gólt is szerzett, a 45. percben egyenlítette ki Robbie Fowler vezető találatát. A Haka részéről csak Kovács tudott eredményes lenni a két mérkőzés során, a Liverpool 9–1-es összesítéssel jutott be a csoportkörbe.
A 2008-as idényben még a másodosztályú Odd Grenland játékosaként 22 góljával gólkirályi címet szerzett és megnyerte a bajnokságot.
2017. június 27-én az Arendal csapatához igazolt. Fél év múlva, valamint kilenc bajnokin lőtt egy gólt követően bejelentette visszavonulását.

### A válogatottban
Tíz alkalommal szerepelt a magyar válogatottban, valamennyiszer Lothar Matthäus kapitánysága idején. Első mérkőzését Örményország ellen játszotta, amikor gólpasszt adott Szabics Imrének. Mindig csatárposzton játszott, egy kivétellel, mikor Matthäus a védelembe állította Gyepes Gábor helyére.
Egyszer volt eredményes a tíz válogatottsága során, egy Málta ellen játszott idegenbeli világbajnoki-selejtezőn 2004. novemberében. A 92. percben Huszti Szabolcs jobb oldali középre adását értékesítette.

## Magánélete
Apja Kovács József (1952–) labdarúgó. Felesége Melissa Wiik 63-szoros norvég válogatott labdarúgó.

## Sikerei, díjai

### Klubcsapattal
- FC Haka:
- Finn bajnok: 2000
- Finn bajnoki bronzérmes: 2002
- Finnkupa-győztes: 2002
- Odd Grenland:
- Norvég másodosztály bajnoka: 2006, 2008

### Egyéni
- Norvég másodosztály gólkirálya: 2008
- Norvég első osztály gólkirálya: 2012

## Statisztika

### Klub teljesítmény
| Klub             | Szezon   | Tippeligaen   | Tippeligaen   | NM i fotball | NM i fotball | —        | —        | —      | —      | Összesen | Összesen |
| Klub             | Szezon   | Mérk          | Gól           | Mérk         | Gól          | Mérk     | Gól      | Mérk   | Gól    | Mérk     | Gól      |
| ---------------- | -------- | ------------- | ------------- | ------------ | ------------ | -------- | -------- | ------ | ------ | -------- | -------- |
| Odd Grenland     | 2009     | 29            | 16            | —            | —            | —        | —        | —      | —      | 29       | 16       |
| Odd Grenland     |          | Adeccoligaen  | Adeccoligaen  | —            | —            | —        | —        | —      | —      | —        | —        |
| Odd Grenland     | 2008     | 29            | 23            | —            | —            | —        | —        | —      | —      | 29       | 23       |
| Odd Grenland     | Összesen | 58            | 39            | —            | —            | —        | —        | —      | —      | 58       | 39       |
| Klub             | Szezon   | Tippeligaen   | Tippeligaen   | NM i fotball | NM i fotball | —        | —        | —      | —      | Összesen | Összesen |
| Klub             | Szezon   | Mérk          | Gól           | Mérk         | Gól          | Mérk     | Gól      | Mérk   | Gól    | Mérk     | Gól      |
| Strømsgodset     | 2007     | 23            | 5             | —            | —            | —        | —        | —      | —      | 23       | 5        |
| Strømsgodset     |          | Adeccoligaen  | Adeccoligaen  | —            | —            | —        | —        | —      | —      | —        | —        |
| Strømsgodset     | 2006     | 18            | 12            | —            | —            | —        | —        | —      | —      | 18       | 12       |
| Strømsgodset     | Összesen | 41            | 17            | —            | —            | —        | —        | —      | —      | 41       | 17       |
| Klub             | Szezon   | Tippeligaen   | Tippeligaen   | NM i fotball | NM i fotball | —        | —        | —      | —      | Összesen | Összesen |
| Klub             | Szezon   | Mérk          | Gól           | Mérk         | Gól          | Mérk     | Gól      | Mérk   | Gól    | Mérk     | Gól      |
| Viking Stavanger | 2006     | 11            | 2             | —            | —            | —        | —        | —      | —      | 11       | 2        |
| Viking Stavanger | 2005     | 9             | 3             | —            | —            | —        | —        | —      | —      | 9        | 3        |
| Viking Stavanger | 2004     | 9             | 3             | —            | —            | —        | —        | —      | —      | 9        | 3        |
| Viking Stavanger | Összesen | 29            | 8             | —            | —            | —        | —        | —      | —      | 29       | 8        |
| Klub             | Szezon   | Tippeligaen   | Tippeligaen   | NM i fotball | NM i fotball | —        | —        | —      | —      | Összesen | Összesen |
| Klub             | Szezon   | Mérk          | Gól           | Mérk         | Gól          | Mérk     | Gól      | Mérk   | Gól    | Mérk     | Gól      |
| Tromsø           | 2004     | 8             | 2             | —            | —            | —        | —        | —      | —      | 8        | 2        |
| Tromsø           | 2003     | 24            | 8             | —            | —            | —        | —        | —      | —      | 24       | 8        |
| Tromsø           |          | Adeccoligaen  | Adeccoligaen  | —            | —            | —        | —        | —      | —      | —        | —        |
| Tromsø           | 2002     | 14            | 14            | —            | —            | —        | —        | —      | —      | 14       | 14       |
| Tromsø           | Összesen | 46            | 24            | —            | —            | —        | —        | —      | —      | 46       | 24       |
| Klub             | Szezon   | Veikkausliiga | Veikkausliiga | Suomen Cup   | Suomen Cup   | Liigacup | Liigacup | Európa | Európa | Összesen | Összesen |
| Klub             | Szezon   | Mérk          | Gól           | Mérk         | Gól          | Mérk     | Gól      | Mérk   | Gól    | Mérk     | Gól      |
| Haka             | 2002     | 9             | 6             | —            | —            | —        | —        | —      | —      | 9        | 6        |
| Haka             | 2001     | 29            | 7             | —            | —            | —        | —        | 2      | 1      | 31       | 8        |
| Haka             | 2000     | 26            | 8             | —            | —            | —        | —        | —      | —      | 26       | 8        |
| Haka             | Összesen | 64            | 21            | —            | —            | —        | —        | 2      | 1      | 66       | 22       |
| Klub             | Szezon   | Veikkausliiga | Veikkausliiga | Suomen Cup   | Suomen Cup   | Liigacup | Liigacup | —      | —      | Összesen | Összesen |
| Klub             | Szezon   | Mérk          | Gól           | Mérk         | Gól          | Mérk     | Gól      | Mérk   | Gól    | Mérk     | Gól      |
| Lahti            | 1999     | 28            | 10            | —            | —            | —        | —        | —      | —      | 28       | 10       |
| Lahti            | Összesen | 28            | 10            | —            | —            | —        | —        | —      | —      | 28       | 10       |
| Klub             | Szezon   | NB I          | NB I          | Magyar Kupa  | Magyar Kupa  | —        | —        | —      | —      | Összesen | Összesen |
| Klub             | Szezon   | Mérk          | Gól           | Mérk         | Gól          | Mérk     | Gól      | Mérk   | Gól    | Mérk     | Gól      |
| Vác FC           | 1997–98  | 17            | 3             | —            | —            | —        | —        | —      | —      | 17       | 3        |
| Vác FC           | Összesen | 17            | 3             | —            | —            | —        | —        | —      | —      | 17       | 3        |
| Klub             | Szezon   | NB I          | NB I          | Magyar Kupa  | Magyar Kupa  | —        | —        | —      | —      | Összesen | Összesen |
| Klub             | Szezon   | Mérk          | Gól           | Mérk         | Gól          | Mérk     | Gól      | Mérk   | Gól    | Mérk     | Gól      |
| Újpest           | 1996–97  | 3             | 0             | —            | —            | —        | —        | —      | —      | 3        | 0        |
| Újpest           | 1995–96  | 1             | 0             | —            | —            | —        | —        | —      | —      | 1        | 0        |
| Újpest           | Összesen | 4             | 0             | —            | —            | —        | —        | —      | —      | 4        | 0        |
| Összesen         |          | 258           | 106           | —            | —            | —        | —        | 2      | 1      | 260      | 107      |

### Mérkőzései a válogatottban
| Magyarország | Magyarország        | Magyarország                    | Magyarország | Magyarország | Magyarország | Magyarország | Magyarország | Magyarország |
| #            | Dátum               | Helyszín                        | Hazai        | Eredmény     | Vendég       | Kiírás       | Gólok        | Esemény      |
| ------------ | ------------------- | ------------------------------- | ------------ | ------------ | ------------ | ------------ | ------------ | ------------ |
| 1.           | 2004. február 18.   | Páfosz (CYP)                    | Magyarország | 2 – 0        | Örményország | barátságos   | -            | 69'          |
| 2.           | 2004. február 21.   | Nicosia (CYP)                   | Magyarország | 0 – 3        | Románia      | barátságos   | -            | 76'          |
| 3.           | 2004. augusztus 18. | Glasgow, Hampden Park           | Skócia       | 0 – 3        | Magyarország | barátságos   | -            | 25'          |
| 4.           | 2004. szeptember 4. | Zágráb, Maksimir Stadion        | Horvátország | 3 – 0        | Magyarország | barátságos   | -            | 82'          |
| 5.           | 2004. szeptember 8. | Budapest, Szusza Ferenc Stadion | Magyarország | 3 – 2        | Izland       | vb-selejtező | -            | 66'          |
| 6.           | 2004. október 9.    | Stockholm, Råsunda Stadion      | Svédország   | 3 – 0        | Magyarország | vb-selejtező | -            | 68'          |
| 7.           | 2004. november 17.  | Ta’ Qali, Nemzeti Stadion       | Málta        | 0 – 2        | Magyarország | vb-selejtező | 1            | 67' 90+3'    |
| 8.           | 2004. november 30.  | Bangkok (THA)                   | Magyarország | 0 – 1        | Szlovákia    | Király-kupa  | -            | 66'          |
| 9.           | 2005. február 2.    | Isztambul (TUR)                 | Magyarország | 0 – 0        | Szaúd-Arábia | barátságos   | -            | 46'          |
| 10.          | 2005. február 9.    | Cardiff, Millenium-stadion      | Wales        | 2 – 0        | Magyarország | barátságos   | -            | 68'          |
|              | Összesen            |                                 |              | 10           | mérkőzés     |              | 1            | gól          |

## Külső hivatkozások
- Profil az Odd Grenland hivatalos honlapján (norvégul – bokmål)
- Profil a Strømsgodset hivatalos honlapján (norvégul – bokmål)
- Profil a footballdatabase.eu-n (angolul)
- Kovács Péter adatlapja a national-football-teams.com-on[halott link] (angolul)
- Pályafutása statisztikái a fussballdaten.de-n (németül)
- Kovács Péter adatlapja a Transfermarkt oldalon (angolul)
- Kovács Péter adatlapja a Soccerway oldalon (angolul)